# دیوید الکساندر سینکلر
دیوید الکساندر سینکلر (انگلیسی: David Alexander-Sinclair؛ ۲ مه ۱۹۲۷ – ۷ فوریه ۲۰۱۴) فرد نظامی اهل بریتانیا بود. وی همچنین برندهٔ جوایزی همچون نشان حمام شده‌است.